# Kanton Boulogne-Billancourt-Sud
Kanton Boulogne-Billancourt-Sud is een voormalig kanton van het Franse departement Hauts-de-Seine. Kanton Boulogne-Billancourt-Sud maakte deel uit van het arrondissement Boulogne-Billancourt.

Het werd opgeheven bij decreet van 24 februari 2014, met uitwerking in maart 2015.

## Gemeenten
Het kanton Boulogne-Billancourt-Sud omvatte enkel een deel van de gemeente Boulogne-Billancourt.